# Aeroport T1
Aeroport T1 – stacja końcowa południowej części dziewiątej linii i planowana stacja drugiej linii metra w Barcelonie otwarta 12 lutego 2016 roku.